# Loucká
Loucká (en allemand : Loutschka) est une commune du district de Kladno, dans la région de Bohême-Centrale, en République tchèque. Sa population s'élevait à 137 habitants en 2020.

## Géographie
Loucká se trouve à 11 km au sud de Roudnice nad Labem, à 23 km au nord-nord-est de Kladno et à 32 km au nord-nord-ouest du centre de Prague.
La commune est limitée par Straškov-Vodochody au nord, par Mnetěš au nord-est, par Chržín au sud-est, par Černuc au sud et au sud-ouest, et par Bříza au nord-ouest.

## Histoire
La première mention écrite de la localité date de 1720.